# Établissement public foncier
Pour les articles homonymes, voir EPF.
En France, un établissement public foncier (EPF) est un établissement public à caractère industriel et commercial (EPIC) qui négocie et mène les procédures permettant de constituer des réserves foncières en amont de la phase de réalisation de projet d'aménagement public. Comme les SAFER, et éventuellement avec elles, les EPF peuvent contribuer à la restauration de la trame verte et bleue française. 

## Missions, compétences
L'EPF a pour compétence le « recyclage foncier », c'est-à-dire la maîtrise foncière, l'achat, le portage, la gestion, la remise en état des terrains (et donc sa possible dépollution), ainsi que la gestion de l'ensemble des études utiles à cette maitrise foncière. 
L'établissement public foncier est une personne morale dotée d'une autonomie financière. 
Les EPF sont aptes a procéder par acquisition à l'amiable, par expropriation ou par le droit de préemption. 
Ils portent ensuite les biens acquis pendant une durée prédéterminée avant de les rétrocéder à la collectivité qui en a demandé l'acquisition. 
Leur vocation principale est de mutualiser les moyens humains et financiers dans la gestion foncière, pour gérer à moindre coût ou avec des services plus compétents. Un EPF n'est donc ni un aménageur ni un promoteur immobilier.
L'EPF se distingue de l'EPA (Etablissement public d'aménagement) dans le sens où il n'est qu'un opérateur foncier, tandis que l'EPA a également compétence pour la maîtrise d'ouvrage concernant les opérations prévues sur les terrains acquis. 

## Typologies de structures
Il existe deux types d'établissement public foncier (EPF) : 
- les EPF d'État ;
- les EPF locaux.

## Financement
Pour financer leur activité, les EPF d'État et EPFL peuvent bénéficier :
- des contributions qui leur sont accordées par l'État, les collectivités locales, l'Union européenne et les établissements publics,
- d'emprunts,
- de la rémunération de leurs prestations de services, de produits financiers, du produit de leur patrimoine (la location par exemple) et du produit de la vente des biens et des droits mobiliers et immobiliers,
- de la taxe spéciale d'équipement (TSE) si les collectivités décident de l'instaurer. La TSE doit servir exclusivement à financer les acquisitions, elle est limitée à un plafond fixé à 20 € par an et par contribuable. En 2006, la TSE a rapporté 19,22 millions d'euros. La TSE par habitant était en moyenne de 6,2 euros.
- Par ailleurs, les EPFL, peuvent obtenir le produit du prélèvement des communes n'ayant pas respecté l'obligation de 20 % de logements sociaux prévue dans la loi SRU de 2000.

## Les EPF d'État
Un Établissement Public Foncier d'État est créé par décret en conseil d'État, après avis des conseils régionaux, des conseils généraux, des intercommunalités (EPCI) concernées et des communes de plus de 20 000 habitants non couvertes par un EPCI. Le décret de création de l'EPF en détermine les compétences, la zone d'activité, la composition et les pouvoirs du Conseil d'administration, la désignation et les pouvoirs du président et du directeur général. Le décret définit également les conditions du contrôle de l'État sur l'activité de l'établissement. Le territoire, les compétences et les modalités de fonctionnement de l'EPF peuvent être modifiés par décret. Aucune acquisition ne peut être opérée sans engagement d'achat ultérieur par la collectivité ou par la personne publique membre ni sans l'avis favorable de la commune où le terrain se situe. Le périmètre des EPF d'État couvre un périmètre, à vocation régionale, plus large que celui des EPF locaux.
Les premières institutions similaire aux EPF furent l'agence foncière et technique de la région parisienne (AFTRP) née en 1962, l'établissement public de Basse-Seine (EBPS) en 1968 (devenu EPF de Normandie, en 2004), l'Établissement public de la Métropole Lorraine (EPML), en 1973 devenue l'EPF de Lorraine en 2001 et de l'Établissement public Nord-Pas-de-Calais (EPF NPC), en 1990. 
La création d'établissements publics d'État s'est poursuivie avec :  
- en 1996 celui de Guyane (EPFAG) ;
- en 1998 l'établissement public de l'ouest Rhône-Alpes (EPORA) ,dont le périmètre a été élargi en 2006 ;
- en 2001, l'EPF de PACA ;
- en 2006, l'EPF Établissement public foncier d'Île-de-France, son périmètre a été étendu à l'ensemble de la région en 2016 par fusion de l'EPF des Yvelines, l'EPF des Hauts-de-Seine  et l'EPL du Val d'Oise;
- en 2007 a été créé l'EPF de Vendée ;
- en 2008, l'EPF de Languedoc-Roussillon et l'EPF de Poitou-Charentes (devenu Nouvelle-Aquitaine en 2017) ;
- en 2009, l'EPF de Bretagne[2].

La loi de programmation pour la cohésion sociale du 18 janvier 2005 précise le rôle des établissements publics fonciers d'État, qui doivent intégrer dans leurs objectifs l'action foncière destinée à la réalisation de logements locatifs sociaux.

## Les EPF locaux
Les Établissements Publics Fonciers Locaux (EPFL) ont été instaurés avec la Loi d'orientation pour la ville (LOV) du 13 juillet 1991. La loi Solidarité et Renouvellement Urbain (SRU) a ensuite donné aux EPFL un nouveau cadre juridique en assouplissant leur mode de constitution et de financement.
La création d'un EPFL résulte de délibérations des EPCI et des conseils municipaux de communes non membres d'EPCI, qui fixent la liste des membres de l'établissement, les modalités de fonctionnement, la durée, le siège et la composition de l'assemblée générale ou du conseil d'administration. Ce sont les collectivités territoriales qui dirigent l'activité de l'établissement une fois celui-ci créé, via le conseil d'administration composé de représentants des collectivités membres. 
Jusqu'en 2005, il n'y avait seulement que 5 établissements publics fonciers locaux : l'EPF du Syndicat mixte d'action foncière du Puy-de-Dôme après transformation en 1992 d'un syndicat créé en 1976, l'EPFL de la Réunion, l'EPFL de l'agglomération grenobloise (aujourd'hui EPFL du Dauphiné), l'EPFL de l'agglomération dijonnaise (aujourd'hui EPFL Côte-d'Or) et l'EPFL de la Haute-Savoie. Puis le nombre d'EPFL s'est multiplié avec la création de l'EPFL de Savoie, de l'EPFL du Pays basque, de l'EPFL des Landes, l'EPFL de l'Ain, l'EPFL du grand Toulouse, l'EPFL de Perpignan Pyrénées Méditerranée, l'EPFL du Doubs BFC, l'EPFL de l'Oise (et Aisne) et l'EPFL du Bas Rhin (aujourd'hui EPFL d'Alsace). 
Depuis 2008, 10 établissements publics fonciers locaux se sont créés : les EPFL de Montauban, du Loiret (aujourd'hui EPFLI Foncier Coeur de France), d'Agen-Garonne, du Béarn-Pyrénées, du Tarn (anciennement Castres-Mazamet), de la Martinique, de Loire-Atlantique, de la Guadeloupe, de la Mayenne et de Tours Val-de-Loire portant à 24 le nombre d'établissements publics fonciers locaux.

L'Association nationale des EPF Locaux
En 2008, les 14 EPF locaux se sont regroupés en créant l' « Association nationale des EPF locaux » : 
Cette association a pour objectifs :
- d'aider les collectivités à créer leur propre EPFL (et à élaborer des stratégies foncières) ;
- de rassembler, partager et diffuser les expériences des EPFL ;
- de proposer des services utiles à ses adhérents (études, formations, réseau interne, etc.) ;
- de faire connaître les missions des EPFL auprès des collectivités, des administrations ou de toute personne morale ou physique concernée ou intéressée par la question foncière ;
- de représenter les EPFL auprès des institutions publiques (gouvernement, parlementaires, autres organismes publics, etc.) ;
- de mettre en œuvre toute proposition législative ou réglementaire ;
- de développer des partenariats visant à favoriser l'action foncière ;
- de contribuer largement au développement d'un réseau d'échanges sur le foncier.

En 2020, les 24 EPFL existants ainsi que l'Office Foncier de Corse sont membres de l'Association nationale des EPFL. 
Les principaux partenaires de l'association sont la Banque des territoires, la fédération nationale des SAFER (FNSAFER), la fédération des Entreprises publiques locales (FEPL), l'Union Sociale pour l'Habitat (USH), la fédération nationale des agences d'urbanisme (FNAU) et Action Logement.

## Fonctionnement d'une intervention d'un EPF
L'intervention d'un EPF commence par une phase de contractualisation avec les collectivités territoriales membres. Dans le cadre de la contractualisation, deux types de convention sont signées successivement :
- La convention cadre qui précise les modalités de partenariat en énumérant l'ensemble des opérations que l'EPF mènera sur le territoire intercommunal en décrivant les axes d'intervention globaux, la durée de l'intervention de l'EPF et le budget de ces interventions.
- La convention opérationnelle qui porte sur une seule opération. Elle fixe les modalités d'intervention de l'EPF : la durée de l'intervention de l'EPF, les modalités d'acquisition, de gestion et de cession des biens et si besoin la description des travaux qui seront réalisés.

Ensuite, l'EPF négocie et achète les biens inscrits dans le périmètre défini dans ces conventions. L'EPF dresse l'état des lieux foncier complétée si nécessaire par une expertise. L'EPF prend contact avec les propriétaires et les informe. L'EPF consulte le service des Domaines afin d'obtenir une estimation de la valeur vénale des biens à acheter. L'EPF négocie et achète les biens : soit par voie amiable, soit par préemption, soit par expropriation. La durée du portage foncier peut éventuellement être prolongée ou réduite à la demande de la collectivité.
Lors de la requalification des biens, l'EPF est maître d'ouvrage et définit, en concertation avec la collectivité, les travaux à réaliser. Outre les études préalables, ces travaux de requalification consistent à démolir, terrasser, éventuellement traiter la pollution, verdir et clôturer le site dont l’EPF est propriétaire.
Enfin, après le délai convenu de portage foncier, l'EPF revend les biens. Les biens peuvent être cédés soit directement à la collectivité, soit à toute autre personne désignée par la collectivité. Le prix de revente de ces biens est formé du prix d'acquisition (prix principal, frais notariés et indemnités) et des frais de portage (impôts fonciers, charges d'entretien, de mise en sécurité, de gardiennage...). 

## Liste des EPF
En 2020, il y a 10 EPF d'État :
- EPF Normandie
- EPF Grand Est (compétent sur tout le territoire de la région administrative à l'exception de l'Alsace)
- EPF Hauts-de-France
- EPF de l’Ouest Rhône-Alpes (EPORA)
- EPF Île-de-France (EPFIF)
- EPF Vendée
- EPF de Nouvelle-Aquitaine (EPFNA)
- EPF d'Occitanie
- EPF de Bretagne
- EPF Provence-Alpes-Côte d'Azur

et 24 EPF Locaux : 
- EPFL Auvergne
- EPFL de la Réunion
- EPFL du Dauphiné
- EPFL des Collectivités de Côte d'Or
- EPFL de la Haute-Savoie
- EPFL Landes Foncier
- EPFL Oise et Aisne
- EPFL du Pays basque
- EPFL de Savoie
- EPFL du Grand Toulouse
- EPFL Perpignan Pyrénées Méditerranée
- EPFL de l'Ain
- EPFL du Doubs BFC
- EPFL de Montauban
- EPFL d'Alsace
- EPFL Interdépartemental Foncier Cœur de France
- EPFL de la Mayenne
- EPFL Béarn Pyrénées
- EPFL Agen Garonne
- EPFL du Tarn
- EPFL de la Martinique
- EPFL de la Guadeloupe
- Agence Foncière de Loire-Atlantique
- EPFL Tours métropole Val-de-Loire

Autres structures : 
- Office Foncier de la Corse
- EPFA Guyane (Etablissement Public Foncier et d'Aménagement de la Guyane)[4]
- EPFA de Mayotte (Etablissement Public Foncier et d'Aménagement de Mayotte)[5],[6]

Le décret no 2015-525 du 12 mai 2015 qui dissout les établissements fonciers des départements des Hauts-de-Seine, du Val-d'Oise et des Yvelines à la date du 31 décembre 2015 étend la compétence de l'établissement public foncier Ile-de-France à la totalité de l’Île-de-France à compter du 1er janvier 2016.